# Арктична прибережна тундра

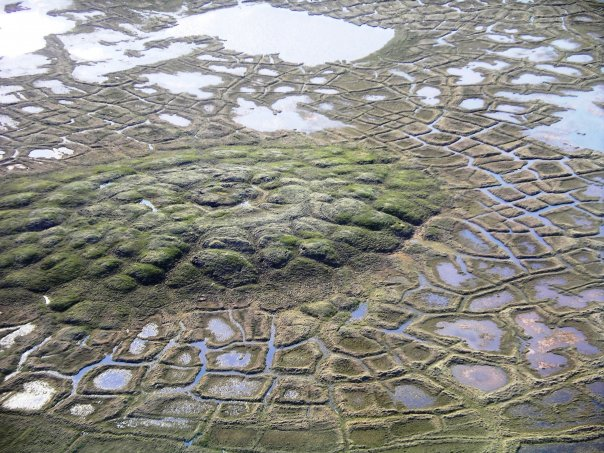
Гідролаколіт на північному заході Канади. Вся поверхня розбита мерзлотними полігонами

Арктична тундра (англ. Arctic coastal tundra) — екорегіон на крайній півночі Північної Америки, важливе місце розмноження багатьох диких тварин.

## Розташування і геологія
Екорегіон розташований на північному узбережжі, має у своєму складі рівнину східного берега острова Банкс, на Юконі і рівнини річок Андерсон і Хортон у Північно-Західних територіях. Область характеризують низькі, плоскі і болотисті берегові рівнини. Ґрунт узбережжя щільний, вічна мерзлота влітку покривається термокарстовими «талими озерами» з розталого льоду. Зустрічаються крижані клини і пагорби — гідролаколітів з ґрунту і льоду.

## Природа
Клімат арктичний і досить теплий лише для проростання рослин наприкінці червня, липні і серпні, але і в цей час року можливі заморозки. В цілому регіон більш вологий і сирий, ніж приполярна тундра, що поширюється на схід до провінції Квебек.

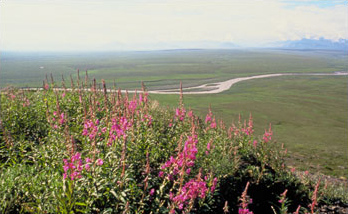
Рослинність тундри влітку

Арктична тундра займає північ тундрової зони. Клімат особливо суворий, і дуже короткий вегетативний період. Зимові вітри досягають там виняткової сили і повністю здувають сніг з пагорбів і переносять його в низини, де утворюють великі кучугури, які не завжди встигають розтанути протягом літа. Під дією сильних морозів в оголеному ґрунті з'являються тріщини, які заповнюються снігом; влітку в цих тріщинах знаходить притулок бідна рослинність. Рослини не покривають ґрунт арктичної тундри суцільно, а розташовуються невеликими групами лише в знижених захищених місцях. Переважними рослинами є мохи і лишайники. Чагарники зовсім відсутні. Озера і болота, вкриті осокою і пушицею, займають більше половини всієї її площі.
Арктичні тундри є літніми пасовищами оленів.

## Фауна
Цей регіон є місцем проживання чотирьох стад карибу: західноарктичного, тешекпуцького, центральноарктичного та поркьюпайнського. 
Серед інших ссавців варто відзначити: вівцебиків, лемінгів, білих ведмедів, моржів, білух, Lepus americanus та Lepus arcticus, лисицю, сірого вовка, Spermophilus parryii та тюленів. 
Серед птахів варто відзначити: Anser caerulescens, Somateria fischeri, Polysticta stelleri, Somateria spectabilis, Gavia adamsii.
Серед риб варто відзначити: Salvelinus alpinus.

## Заповідники
- Національний Арктичний заповідник[en]
- Національний нафтовий заповідник – Аляска[en]